# Le Mur de Pan
Le Mur de Pan est une série de bande dessinée.
- Scénario, dessins et couleurs : Philippe Mouchel

Cette série est terminée.

## Albums
- Tome 1 : Mavel cœur d'Elue (1995)
- Tome 2 : La Guerre de l'Aura (1997)
- Tome 3 : Le Fils du Rêveur (1998)

## Publication
- Delcourt (Collection Terres de Légendes) : Tomes 1 à 3 (première édition des tomes 1 à 3).